# Storseisundsbron
Storseisundsbron (norska: Storseisundbrua) är den längsta och troligen mest kända bron på Atlanthavsvägen mellan det norska fastlandet och Averøy i Møre og Romsdal fylke. 
Bron är 260 meter lång och har tre spann varav huvudspannet är 130 meter. Den korsar gränsen mellan kommunerna Hustadvika och Averøy. Bron invigdes tillsammans med resten av Atlanthavsvägen med ytterligare sju broar den 7 juli 1989 och hade  vägtull till 1999.

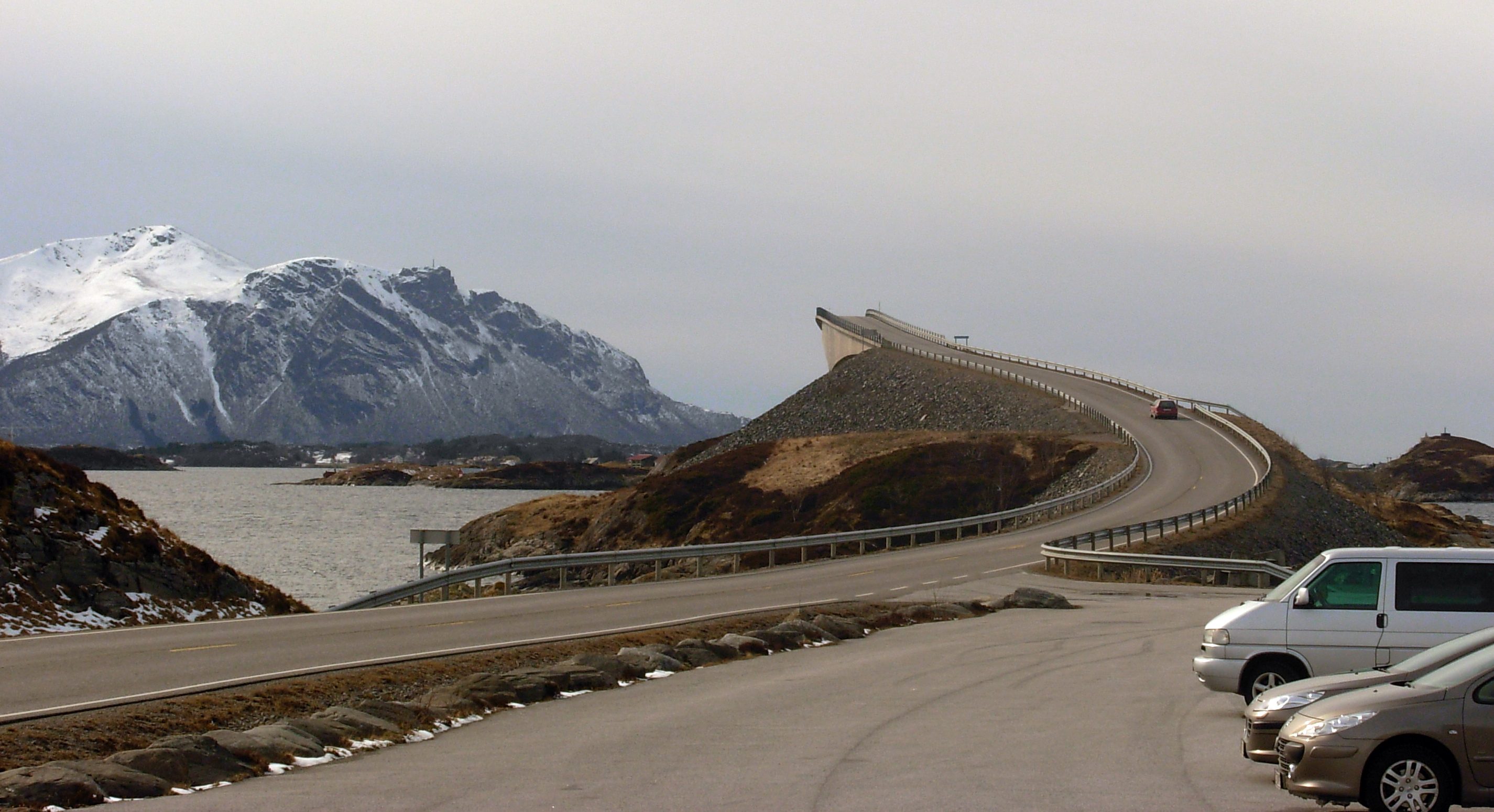
The Road to Nowhere.

Bron har kallats "the Road to Nowhere" eftersom den tycks leda ingenstans när den ses i en viss vinkel.
Storseisundsbron avbildas ofta i filmer och annonser och syns bland annat i Bondfilmen No Time to Die.